# اودی (شخصیت)
اودی(به انگلیسی: Odie) کمیک استریپی است که توسط جیم دیویس (به انگلیسی: Jim Davis)از ۱۹ ژوئن ۱۹۷۸ به صورت روزانه در کمیک‌های گارفیلد منتشر می‌شود.

## داستان
اودی یک سگ دوست داشتنی است که به همراه لیمان به خونهٔ جدید نقل مکان می کند ولی گارفیلد از این موضوع خوشحال نیست و...